# Gotting Sidodadi
Gotting Sidodadi is een bestuurslaag in het regentschap Asahan van de provincie Noord-Sumatra, Indonesië. Gotting Sidodadi telt 1560 inwoners (volkstelling 2010).